# Калинівка (Глухівський район)
Кали́нівка (МФА: [kɐˈɫɪɲiu̯kɐ] ( прослухати)) — колишнє село, входило до складу Есманьської селищної ради, Глухівський район, Сумська область. Станом на 1982 рік в селі проживало 60 людей. 22 грудня 2006 року село зняте з обліку.

## Географічне розташування
Село розташовувалось на правому березі болота, з якого бере початок річка Есмань. Знаходилось на віддалі 1,5 км від села Лужки та смт Червоного, поруч з автошляхом М02 (Е101).